# Kalknarv
Kalknarv  (Arenaria gothica) eller Gotlandsnarv är en ett- till tvåårig ört, som bara blir upp till en decimeter hög.

## Utbredning
Kalknarv är sällsynt och förekommer endast på Gotland och på Österplana hed och vall på Kinnekulle i Västergötland.